# شهرستان برولی (داکوتای جنوبی)
شهرستان برولی، داکوتای جنوبی (به انگلیسی: Brule County, South Dakota) یک سکونتگاه مسکونی در ایالات متحده آمریکا است که در داکوتای جنوبی واقع شده‌است.

## خصوصیات
شهرستان برولی ۲٬۱۹۲ کیلومترمربع مساحت دارد.